# Striodentalium rhabdotum
Striodentalium rhabdotum is een Scaphopodasoort uit de familie van de Dentaliidae. De wetenschappelijke naam van de soort is voor het eerst geldig gepubliceerd in 1905 door Pilsbry.